# Norbert Brodine
Norbert Brodine (Saint Joseph, 16 agosto 1896 – Los Angeles, 28 febbraio 1970) è stato un direttore della fotografia statunitense.
Durante la sua carriera lavorò in più di cento film; si ritirò nel 1955 e il suo ultimo lavoro fu un episodio della serie televisiva Simpatiche canaglie.
Le opere di Brodine includono il ricercato film perso A Blind Bargain (1922) con Lon Chaney, This Thing Called Love (1929), Bacio mortale (1932), Counsellor at Law (1933), La casa della 92ª strada (1945), Il bandito senza nome (1946), Boomerang - L'arma che uccide e Il bacio della morte (entrambi del 1947), I corsari della strada (1949), Rommel, la volpe del deserto (1951) e Operazione Cicero (1952).

## Biografia
Brodine iniziò la sua carriera lavorando in un negozio di cineprese e consolidò quell'esperienza nel corpo delle trasmissioni, durante la Seconda guerra mondiale. Dopo gli studi alla Columbia University, cominciò a lavorare come fotografo a Hollywood prima di passare al cinema nel 1919, inizialmente, nel 1937, in esclusiva per gli studi Hal Roach e quindi, nel 1943, per la 20th Century Fox.
Girò diversi film con Stanlio e Ollio, sia con Roach che con la Fox, come Scegliete una stella (1937), Avventura a Vallechiara (1938), Maestri di ballo (1943), e I Toreador (1945).
Fece buon uso delle sue ottime capacità sulle riprese esterne in occasione di semi-documentari girati in ambientazioni da film, come nel caso de Il bacio della morte. Ritornò poi a lavorare per gli Hal Roach Studios per poi terminare la sua carriera negli anni '50.

## Filmografia
- Toby's Bow, regia di Harry Beaumont (1919)
- The Gay Lord Quex, regia di Harry Beaumont (1919)
- The Great Accident, regia di Harry Beaumont (1920)
- Going Some, regia di Harry Beaumont (1920)
- Ufficiale 666 o Chi sarà il ladro (Officer 666), regia di Harry Beaumont (1920)
- The Invisible Power, regia di Frank Lloyd (1921)
- The Grim Comedian, regia di Frank Lloyd (1921)
- A Blind Bargain, regia di Wallace Worsley (1922)
- Brass, regia di Sidney Franklin (1923)
- Within the Law, regia di Frank Lloyd (1923)
- Winds of Chance, regia di Frank Lloyd (1925)
- Il corsaro mascherato (The Eagle of the Sea), regia di Frank Lloyd (1926)
- The Lion and the Mouse, regia di Lloyd Bacon (1928)
- Jenny Lind, regia di Arthur Robison - versione francese di A Lady's Morals (1931)
- Ragazza selvaggia (Wild Girl), regia di Raoul Walsh (1932)
- Ritorno alla vita (Counsellor-at-Law), regia di William Wyler (1933)
- Gli amori di Susanna (The Affair of Susan), regia di Kurt Neumann (1935)
- Gioia di vivere (Merrily We Live), regia di Norman Z. McLeod (1938)
- Avventura a Vallechiara o Noi e... la gonna (Swiss Miss), regia di John G. Blystone, Hal Roach (1938)
- Signora per una notte (Lady for a Night), regia di Leigh Jason (1942)
- Il messicano (Right Cross), regia di John Sturges (1950)
- Operazione Cicero (Five Fingers), regia di Joseph L. Mankiewicz (1952)